# Jeff Carroll
Jeff Carroll est un footballeur américain, né le 8 janvier 1984 à Alexandria, Virginie, États-Unis.
Il évolue depuis 2006 avec le club américain du D.C. United.

## Clubs
- 2005 :  Brooklin Knights
- 2006-9 :  D.C. United